# 栄養ドリンクの一覧
栄養ドリンクの一覧（えいようドリンクのいちらん）では栄養ドリンクの銘柄を一覧記事として記す。

## 日本

### 薬事法の規制を受けるもの
医薬品（第2類もしくは第3類医薬品）・医薬部外品（指定医薬部外品）の指定を受けているものである。これらの商品の中には、自社に製造設備が無いことから、同業他社からOEM供給を受けているものがあり、その場合、当該他社も類似品を販売していることが多い。

#### 現行製品
- トップバリュタウリン配合ドリンクシリーズ・タウリン入りドリンクシリーズ（イオン）
- アスパラシリーズ（田辺製薬→田辺三菱製薬）
- アリナミンドリンクシリーズ・ハイシードリンクシリーズ （武田薬品工業 → アリナミン製薬）
- エスカップシリーズ・エスタック滋養内服液（エスエス製薬 → 久光製薬）
- グロンサン・新グロモント（中外製薬 → ライオン → レック）
- グロンビターシリーズ・ビタシーシリーズ・ノーリツシリーズ（常盤薬品工業）
- チオビタシリーズ（大鵬薬品工業）
- チョコラBBドリンクシリーズ・ユベラ贅沢ローヤル（エーザイ）
- ユンケルシリーズ・ハイトスシリーズ・黄帝酒（佐藤製薬）
- リゲインシリーズ・ルル滋養液シリーズ（三共 → 第一三共ヘルスケア）
- リポビタンDシリーズ・ゼナシリーズ・アルフェシリーズ（大正製薬）
- ミオDコーワシリーズ・キューピーコーワドリンクシリーズ（興和）
- ローヤルスターシリーズ（LIFIX（日本たばこ産業・吉富製薬合弁）→ 日本たばこ産業）
- マムシホルモシリーズ・マムシグロンシリーズ（阪本漢法製薬）
- ヘルサンシリーズ・ハイゼリーシリーズ・ヘパリーゼシリーズ（ゼリア新薬工業）
- マスチゲンシリーズ（日本臓器製薬）
- リコリスシリーズ（全薬工業）
- ツービードリンク・ビイレバーキング・人参ドリンク セパホルンZIII（クラシエ薬品）
- ピップ内服液シリーズ・ダダンII（ピップ）
- ビタノーゼV1・バロネスシリーズ・ストルピンシリーズ（メイクトモロー）
- 若甦シリーズ・レバコールシリーズ（日邦薬品工業）
- スカールシリーズ（大和合同製薬）
- ユニーシリーズ（小林薬品工業）
- 新カークD2000（富士薬品）
- ビタロークシリーズ（皇漢堂製薬）
- リポレビンシリーズ（栄新薬）
- ファイトシリーズ・サンリキソシリーズ（広貫堂）
- スペーシアシリーズ（日本薬剤）
- 十王精シリーズ（十王薬品）
- イソビタンシリーズ・力精シリーズ・リキタスシリーズ・りき精（田村薬品工業）
- イソビタンAII（タムラ活性）
- ハイクロンミンシリーズ・モアクロンD3000（大同薬品工業）
- ローヤルハイゼリンシリーズ（ローヤル薬品工業）
- サロンパス内服液（久光製薬）
- ケンラク（テイコクファルマケア）
- ビタモエム（森田薬品工業）
- ハイクタンシリーズ（ツムラ）
- ハーブプラス（養命酒製造）
- ミネドリン・バイトシリーズ（伊丹製薬）
- エゾエース（ヤクハン製薬）
- ネオアルファシリーズ（ソーム）
- グルクロン内服液・ユニバー内服液（明治薬品）
- キュアモリ（シオノギヘルスケア）
- ネオタンセイ（陶陶酒本舗）
- 宇津こどもドリンクA（宇津救命丸）
- 活蔘シリーズ（明治）
- ビタカイザーシリーズ（金陽製薬）
- ネオカイザーシリーズ（金陽製薬）
- ビーンスタークマム ママスタイル（雪印ビーンスターク）
- オリヂンP ゴールド内服液（ビタエックス薬品工業）
- コンクレバン（健創製薬）

#### 過去の製品
- ベンザ滋養液（武田薬品工業）
- ギネスゴールド・ギネスセブン（山之内製薬（現:アステラス製薬））
- リュウコ100・昂（藤沢薬品工業（現:アステラス製薬））
- ゴルフシリーズ・ツデイL（三共（現:第一三共））
- オルパD・グロンサンバーモント（中外製薬）
- ローゼリーシリーズ（中外製薬 → ライオン）
- タウローゼシリーズ（大正製薬）
- サモン内服液（大正製薬） - ゼナの前身的存在。
- サモン → 与滋元（大正製薬）
- ヘルタスバーモント（大日本製薬（現:大日本住友製薬））
- ユベロンゴールド（エーザイ）
- ゼリアスシリーズ（ゼリア新薬工業）
- マミアン（第一製薬（現:第一三共））
- サンリラックスシリーズ・ドリンク金太郎シリーズ（カネボウ薬品 → クラシエ薬品）
- トクホン内服液・トクホンリキ（トクホン）
- ベッセンシリーズ（LIFIX（日本たばこ産業・吉富製薬合弁） → 日本医薬品工業 → 日医工 → 新新薬品工業）
- ハイパーゴールド（LIFIX（日本たばこ産業・吉富製薬合弁） → 日本たばこ産業）
- ポリタンシリーズ（大五栄養化学 → 日本製薬）
- セルフメイクシリーズ・ラブビタンシリーズ（常盤薬品工業）
- ドリスタン滋養液（ロート製薬）
- エスエス滋養内服液・エスタック滋養液・エスタロン内服液（エスエス製薬）
- ドリンクシンセン（アラクス）
- アネトンメイト（ファイザー）
- ストレスカップ（日本レダリー（後の日本ワイスレダリー → ワイス、現:ファイザー））
- 活（ツムラ）
- ダダン（ピップフジモト（現:ピップ））
- ユーナスBBドリンク・日々彩華 ヨクイナBドリンク（田辺製薬 → 田辺三菱製薬）
- サニビタシリーズ（東京田辺製薬 → 三菱東京製薬 → 三菱ウェルファーマ → 田辺三菱製薬）
- キョーカンエース内服液・コリホグス内服液（小林製薬）
- バルパラ（沢井製薬）
- 明治ビオママ ママUP（明治）

### 清涼飲料水・炭酸飲料として売られているもの
清涼飲料水・炭酸飲料として売られているものである。エナジードリンクと呼ばれるものが多い。清涼飲料水のカテゴリには一部の製品で「栄養機能食品」の表記が付けられている。

#### 現行製品
- オロナミンCドリンク（大塚製薬）
- リアルゴールドシリーズ（日本コカ・コーラ）
- タフマンシリーズ（ヤクルト本社）
- MATCH （大塚食品）
- デカビタシリーズ ・C.C.レモン エナジー（サントリー食品インターナショナル）
- ウコンの力・ニンニクの力・メガシャキ・ギガシャキ・C1000シリーズ・プラッシー1000・ビタミンストレッチ・生ローヤルゼリー500ゼリー・さらら生活・野菜＆フルーツ（ハウスウェルネスフーズ）
- アミノバイタルゼリードリンク・アミノエールゼリータイプロイシン40（味の素）
- リポビタンゼリーa・リポビタンキッズゼリー（大正製薬）
- アニエルショット10（大正製薬）
- チョコラBBスパークリング・チョコラBB Feチャージ・美チョコラコラーゲンジュレ・チョコラBB ジョマ（エーザイ）
- スパークリングユンケル・サトウアクティブゼリー（佐藤製薬）
- ドデカミン・LLビタミン（アサヒ飲料）
- ヘパリーゼW・ヘパカン（ゼリア新薬工業）
- 純製赤まむしドリンク（日興薬品工業）
- 眠眠打破・強強打破（常盤薬品工業）
- マカ液（メイクトモロー）
- ビンビタC（UCC上島珈琲）
- ミンナミンCドリンク（タムラ活性）
- ライフガード（チェリオコーポレーション）
- キビアミノドリンク（ホクガン）
- ビタモ液（森田薬品工業）
- ビタファイターC（明治乳業 → 明治）
- マカの元気（明治製菓 → 明治 → ポッカサッポロフード&ビバレッジ）
- ビタミンパワーGO!（伊藤園）
- ミラクルボディV・ミラクルエナジーV（日本サンガリアベバレッジカンパニー）
- リフレッシュ（日本生活協同組合連合会）
- ハッコ（マルコメ）
- コーワ パワードコーヒー（興和）
- グッスミン・トマト酢生活（ライオン） - 通販「ライオンショップ」限定商品
- ガシュアレー（伊丹製薬） - 希少糖配合
- 絶倫ゴールド（再春館薬品）
- 山のきぶどう（佐幸本店）
- アラプラスドリンク（SBIアラプロモ）
- イミダペプチド（日本予防医薬）
- プロポリスPHプラス・プロポリスローヤルドリンク5000（ネイチャーケア・ジャパン）
- 飲んでサプリシリーズ（明治薬品）
- みなさまのお墨付き エナジードリンク（西友）
- サンキストポチプラスV（森永乳業）
- サンキストポチプラス（クリニコ）
- トンガッタリー・オランアスリート・クイーンズクイーン・ヤングライフZ（アダプトゲン製薬）
- 杜仲源EX（小林製薬）
- ローヤルゼリードリンク1000（杉養蜂園）
- ローヤルゴールド（麗紫）
- ローヤルゼリードリンクJ2000（山田養蜂場）
- ビタミンパーラー（宝酒造 → 富永食品）
- バランスター1550ドリンク・牡蠣750ドリンク（日本クリニック）
- アバンド（アボットジャパン）
- アスタリフト ドリンク ピュアコラーゲン10000（富士フイルム）
- レッドブル
- ロックスター
- モンスターエナジー（アサヒ飲料/米モンスターエナジー社）
- マッドクロック
- 湘南ゴールドエナジー
- シャーク・エナジードリンク（英語版）
- ビーストアイ
- XLエナジードリンク
- X-PLOSION（エクスプロージョン合同会社）
- Go-Go Drink
- パンクラスエナジー（パンクラスエナジードリンク株式会社）
- RAIZIN（ライジンジャパン → 大正製薬）
- お嬢様聖水（リバランド） - サークルKサンクスでも一時期販売していた。
- 日東紅茶 C&レモン（三井農林）
- タングロン（日本酵素産業）
- トップバリュ エナジーハンター（イオン）
- ビタレモンC（奥田薬品）
- ゲンキ快（宮崎県農協果汁）
- アルジネード・インパクト（ネスレ日本）
- テゾン（テルモ）
- エネビットゼリー（ニュートリー）
- ブイ・クレス（ニュートリー）
- バランス献立PLUS 栄養プラス（アサヒグループ食品）
- リアンディーナ（セプテムプロダクツ）
- ヒアルモイストW（日清食品）
- ZONe（サントリー）

#### 過去の製品
- オロナミンCロイヤルポリス（大塚製薬 / 大塚化学） - オロナミンCドリンクにローヤルゼリー、プロポリスを追加処方した組成
- シーマックスシリーズ（大塚製薬） - 水に溶かして飲む発泡錠
- バイオミンC・バイオミンX・キャラカーン（サントリーフーズ）
- リゲインエナジードリンク・集中リゲイン（サントリー食品インターナショナル）
- ハイクロンCドリンク・ハイクロンA・ハイクミンCドリンク（大同薬品工業）
- サムソンV・リアルタンク・シュプラ・ミカタ・レッシュ（日本コカ・コーラ）
- アミノバイタル2000・アミノバイタルゴールドゼリー（味の素）
- アルギンZ（味の素→カルピス食品工業（現:カルピス））
- アルギン・アルギンV・アルギンVタンク・アルギンZゴールド・アサイーチャージ・カルピスソーダ エナジーEX（カルピス）
- リフレパワー（麒麟麦酒） - 三共（現:第一三共）との共同開発品。自社開発ビール酵母利用食品
- オズモ・ゲット・力水・キリンチビレモン・キリンチビ力水・アルギニンV（キリンビバレッジ）
- ブリザード・ブリザードエナジー（山崎製パン）
- ガンバレ肝太郎!・帰ってきた肝太郎・Dristanのどスッキリ液・Dristan滋養ゼリー・ドリカップ（ロート製薬）
- ターボC・ニューターボC（ペプシコ・インク日本支社）
- ビタカップシリーズ（エスエス製薬） - エスカップの技術を生かしたCVS向け・食品タイプの栄養ドリンク。1999年の薬事法改正により「エスカップ」が医薬部外品に移行した為、それと入れ替わる形で終売。「モカ」を除き、わずか6ヶ月程しか販売されなかった。（「モカ」は後に、「モカビタミン」としてシリーズより独立したが、他社より類似商品が発売された為、医薬品の「エスタロンモカ内服液」に機能統合する形で終売となった。）
- とんがらC（大塚食品）
- プラスブイテンドリンク・源滋・サプリメントドリンクシリーズ・ミニドリンクシリーズ・タケダビタミンドリンク（武田食品工業（現:ハウスウェルネスフーズ））
- プラスタミン・生ローヤルゼリー1000ドリンク・生ローヤルゼリー500ドリンク・うるおい美率・滋養ドリンクシリーズ・サムライド（ハウスウェルネスフーズ）
- スーパーガーリック21（山之内製薬（現:アステラス製薬））
- ローヤルスターシリーズ・パワフルシリーズ・ローヤルエナジーシリーズ・かき麻呂（LIFIX（日本たばこ産業・吉富製薬合弁） → 日本たばこ産業）
- ブラックリゲイン（第一三共ヘルスケア）
- PF21・うるる・パワーゴールド・パワービタ11（アサヒ飲料）
- アミノショット（アサヒフードアンドヘルスケア）
- グロンサントマトの赤酢ドリンク（ライオン）
- ジンセンアップ（一和）
- ビタホット（味の素ゼネラルフーヅ）
- Cポッカエース・維力源（ポッカレモン → ポッカコーポレーション）
- まむしファイト・リポビタンゼリー・リポビタンアルコベール（大正製薬）
- きゃらか～ん（バンダイ）
- ストーンズバー　ローリングゴールド（サントリー酒類）
- アミノファン（第一製薬（現:第一三共））
- バイタルC（森永製菓）
- パッコンソーダ（森永製菓） - 商品名の由来はマキシキャップ開栓時の音「ポカン！」から。炭酸の圧を高くし、特殊マキシキャップを採用することで実現できた。
- ビタシーシリーズ・ビタックシリーズ（常盤薬品工業）
- トップバリュC（イオン）
- ボンヌC（ボンヌコーポレイション）
- 気分転館 → 気分転館V（UCC上島珈琲） - 藤沢薬品工業との共同開発品。当初は無炭酸だったが、「―V」に新装とともに炭酸入りとなった。
- どりこの（大日本雄弁会講談社（現:講談社））
- パイゲンC・ビタエースC・ジャンボビタエースC・スーパーヴァーム・ヴァームウォーカー・明治ビオママ Feドリンク（明治乳業（現:明治））
- アセロラC500（ニチレイ）
- R.J.（日清食品）
- 食の幸 ビネハニー（江原産業）
- スコール エナジーV（南日本酪農協同）
- アスパラギンサンドリンク（森永乳業）
- ハイライン（ヤクルト本社）
- ブレーブスCドリンク（阪急食品）
- ビタチャージDX（カゴメ）
- ビタパンC（ロッテ）
- ゴクビタC（日清ヨーク）
- ビタアミノC（オートマックセールス（現:イオンディライト）） - 同社自販機「MOON24」限定販売
- タフマンD（高田製薬）
- ウコンドリンク・メガエキサイト液（マルマンH&B））
- アペリオ・ウォーミー（資生堂）
- ライフガード チューハイ（チェリオコーポレーション）

## 韓国
- バッカスD（ko:박카스디）